# دانشگاه فلیندرز
دانشگاه فلیندرز استرالیای جنوبی که عموماً بدان دانشگاه فلیندرز گفته می‌شود، دانشگاهی عمومی در ادلاید، استرالیای جنوبی است. این دانشگاه در ۱۹۶۶ بافتخار متیو فلیندرز که خط ساحلی استرالیای جنوبی را در اوان قرن نوزدهم کاوید نامگذاری شد. این دانشگاه در رتبه‌بندی دانشگاه‌های جهان که در ۵۰ سال قبل تأسیس شده‌اند سی‌وششم است.